# Justicia reisensis
Justicia reisensis är en akantusväxtart som beskrevs av Henry Hurd Rusby. Justicia reisensis ingår i släktet Justicia och familjen akantusväxter. Inga underarter finns listade i Catalogue of Life.